# Casa de Elgueta
La casa de Elgueta (o Jaolaza) es uno de los más antiguos linajes de la provincia española de Guipúzcoa, siendo la casa de los parientes mayores de la población de Elgueta en época anterior a las veinticuatro casas calificadas por el monarca Carlos I de España.

## Guerra de Bandos en el País Vasco
Durante las guerras de bandos o banderizos que tuvieron lugar a finales de la Edad Media en el País Vasco, algunos de los parientes mayores del territorio guipuzcoano estuvieron divididos en dos bandos enfrentados: los partidarios de Gamboa y los de Oñaz, también conocidos como los gamboínos y oñacinos. El linaje de Elgueta perteneció al bando de gamboínos.
El primer señor de Elgueta y pariente mayor del lugar fue Juan Sanz de Elgueta, al que le sucedió su hijo García de Elgueta, fallecido el 24 de junio de 1446 durante las guerras de bandos entre los gamboínos y los oñacinos.
El genealogista Galo Gijón de Amírola explica que García de Elgueta “murió en las guerras Gamboinas Oñacinas, defendiendo la Villa de Elgueta de un ataque de los Oñacinos de Unzueta y Zaldibar”. Aunque falleció bruscamente peleando contra los oñacinos, García de Elgueta tuvo un hijo y heredero de su título de pariente mayor, Juan de Elgueta, el cual se casó con Nafarra de Lasarte.

## Incendio de Mondragón y destierro de Ochoa de Elgueta y Lasarte
El nieto de García de Elgueta e hijo de Juan de Elgueta fue Ochoa de Elgueta y Lasarte, Pariente Mayor de Elgueta y Lasarte. Éste también recibió por línea materna el título de Señor y Pariente Mayor de Lasarte, casa solar situada entre Vergara y Elgueta. Ochoa de Elgueta y Lasarte fue desterrado del País Vasco en 1456 por el rey de Castilla Enrique IV al Cubo de la Sierra, Soria, por su participación en la quema o incendio de Mondragón (1448) durante la guerra de bandos.

## Los Elgueta y el Solar de Valdeosera

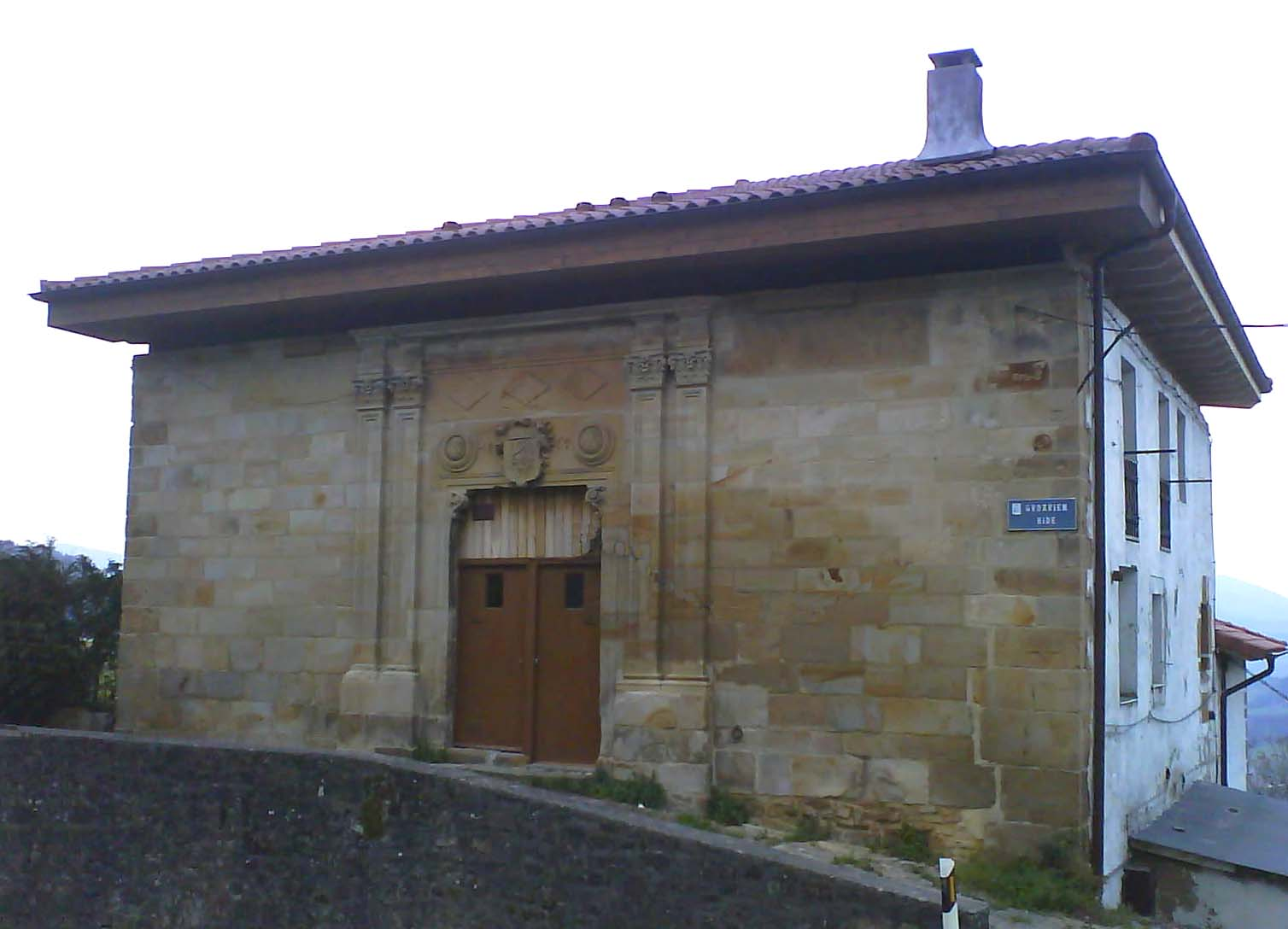
La torre de los Urrupain, últimos titulares de la Casa de Elgueta o Jaolaza.

De los dos hijos de Ochoa de Elgueta, Juan y Pedro de Elgueta, surgieron dos ramas de descendientes sorianos. 
La rama de Juan de Elgueta se extendió por Recuerda, Montejo de Tiermes, el Cubo de la Solana, Caracena, el sudoeste de la provincia de Soria en general, Segovia y finalmente Madrid, cambiando el apellido Elgueta por Hergueta. Esta rama ha tenido entre sus descendientes a Víctor Hergueta y de Pedro, casado con Margarita Martín de Pedro, descendiente directa de Juan Martín Díez "El Empecinado"; al historiador Domingo Hergueta y Martín (1856-1940); al médico Simón Hergueta y Martín (1852-1930), quien fue médico de la Casa Real española; al hijo de Simón Hergueta, Fernando Hergueta Vidal (1885-1962), Vicepresidente y secretario del Colegio de Farmacéuticos de Madrid y Gran Cruz de la Orden Civil de Sanidad; y al bisnieto de Simón Hergueta, Francisco Javier Hergueta Garnica (1958), diplomático y embajador de España en países como Yemen o Turquía.
La segunda rama se unió en la zona del norte de la provincia de Soria con los Díez de Tejada descendientes del Solar de Valdeosera (La Rioja). A la subrama de los Díez de Tejada-Elgueta que emigró desde Soria a Cádiz y Jerez de la Frontera en el siglo XVIII, han pertenecido personajes como José Díez Imbrechts (1787-1849), político, empresario y economista español; o José Luis Díez y Pérez de Muñoz (1851-1887), profesor de química en la Escuela de Oficiales de la Armada y colaborador de Isaac Peral. A la subrama de los Díez de Tejada-Elgueta que emigraron finalmente a Barcelona, pertenece el marchador Gabe Abrahams (1966), plusmarquista mundial en caminatas Multiday.

## Los Urrupain: últimos titulares de la Casa de Elgueta o Jaolaza
Tras el destierro del País Vasco de Ochoa de Elgueta y Lasarte, el título de Jaolaza (Casa de Elgueta) pasó a manos de Hernando de Ibarra de la Casa de Ibarra (1523) hasta quedar vacante a medias del siglo XVII, siendo su última propietaria Ana de Jaolaza Urrupain.